# یواس‌اس مالوی (دی‌یی-۷۹۱)
یواس‌اس مالوی (دی‌یی-۷۹۱) (به انگلیسی: USS Maloy (DE-791)) یک کشتی بود که طول آن ۳۰۶ فوت (۹۳ متر) بود. این کشتی در سال ۱۹۴۳ ساخته شد.